# Дану, Мария
Мария Дану (греч. Μαρία Ντάνου; род. 3 марта 1990, Верия) — греческая лыжница, участница зимних Олимпийских игр 2010 и 2018 годов.

## Карьера
В Кубке мира Дану никогда не выступала, несколько раз стартовала в Альпийском Кубке и Балканском Кубке, лучший результатом в них для неё является 3-и места в гонках на 5 и 10 км свободным стилем в рамках Балканского кубка. В сезоне 2009/10 заняла 4-е место в общем итоговом зачёте Балканского Кубка.
На Олимпийских играх 2010 года в Ванкувере заняла 72-е место в гонке на 10 км свободным стилем.
За свою карьеру принимала участие в одном чемпионате мира, на чемпионате мира 2009 года в Либереце была 82-й в спринте, так же стартовала в скиатлоне 7,5+7,5 км, но отстав на круг была снята с дистанции.